# سامسونج جالكسي إس
سامسونج جالكسي إس I9000 (بالإنجليزية: Samsung Galaxy S I9000)‏ هو هاتف ذكي من إنتاج شركة سامسونج الكورية الجنوبية، يعمل بنظام أندرويد 2.1 ويمكن ترقيته إلى 2.3 وبمعالج بسرعة 1 جيجا. الجهاز يتوفر بمساحتين 8 و16 جيجا بايت وإمكانية إضافة ذاكرة خارجية تصل حتى 32 جيجا بايت. شاشة الجهاز سوبر أموليد قياس 4 إنش وبدقة 480 بكسل. يحتوي على كامرتين أمامية بدقة VGA وخلفية بدقة 5 ميجا بكسل. بطاريته قابلة للإزالة بسعة 1500 مللي أمبير. يشغل المستندات وجميع ملفات الموسيقى تقريبا وملفات الفيديو ويحتوي على نظام التموضع العالمي والواي فاي والبلوتوث ومتجر للتطبيقات.

## المواصفات
- شاشة لمسية من نوع SUPER AMOLED عالي الوضوح بحجم 4 بوصة.
- الوزن 119غ
- الأبعاد 800×480
- المعالج Cortex A8 سرعة 1جيجاهرتز وهو الأسرع في وقته
- نظام التشغيل لإصدار 2.2 Android
- كاميرا 5 ميغا بكسل
- تصوير فيديو 30 إطار في الثانية(HD)
- البطارية قابل للإزلة

.معدل وقت المحادثة حتى 768 دقيقة (2G) أو حتى 391 دقيقة (3G)
.معدل الزمن الاحتياطي حتى 750 ساعة (2G) أو حتى 625 ساعة (3G)
- الذاكرة الداخلية بحجم 512 RAM ذاكرة تخزين داخلية تتوفر 8 أو 16 جيجا بايت وذاكرة خارجية تصل سعته حتى 32 جيجا بايت (MICRO SD)
- واي فاي
- بلوتوث

## الإطلاق
أطلق الهاتف بدايةً في سنغافورة في 4 يونيو 2010 .وقبل نهاية أسبوعه الأول للبيع في سنغافورة، والتي تم بيعها سنج تل، الناقل الحصري لبيع الجهاز في سنغافورة، من الأجهزة. وفي الجمعة 25 يونيو 2010 ، تم إطلاق الهاتف في ماليزيا وكوريا الجنوبية. تم إصداره في أوروبا والمملكة المتحدة وأجزاء من آسيا في يونيو 2010. أصدر في أستراليا في يوليو 2010.